# Catalunya Tigers Cricket Club
Catalunya Tigers Cricket Club és un club de criquet de Barcelona, fundat l'any 2011. Va participar en la primera edició del Torneig de Criquet de Catalunya. Entre d'altres èxits, ha aconseguit Lliga catalana el 2013 i la Copa Catalana el 2014.